# Liste der Monuments historiques in Clérac
Die Liste der Monuments historiques in Clérac führt die Monuments historiques in der französischen Gemeinde Clérac auf.

## Liste der Bauwerke
| Bezeichnung          | Beschreibung                            | Standort | Kennzeichnung | Schutzstatus | Datum | Bild |
| -------------------- | --------------------------------------- | -------- | ------------- | ------------ | ----- | ---- |
| Château de Caillères | Schloss aus dem 15. und 16. Jahrhundert | (Lage)   | PA00104653    | Inscrit      | 1949  |      |

## Liste der Objekte
| Bezeichnung          | Beschreibung                                    | Standort                       | Kennzeichnung | Schutzstatus | Datum | Bild |
| -------------------- | ----------------------------------------------- | ------------------------------ | ------------- | ------------ | ----- | ---- |
| Gemälde Verkündigung | Öl auf Leinwand, Ende des 18. Jahrhunderts      | im Museum (Lage)               | PM17001884    | Inscrit      | 2001  |      |
| Glocke               | Bronze, 1636 gegossen                           | in der Kirche St-Vivien (Lage) | PM17000076    | Classé       | 1908  |      |
| Kreuzigungsgruppe    | Eichen- und Kiefernholz, Anfang 19. Jahrhundert | in der Kirche St-Vivien (Lage) | PM17000637    | Classé       | 1994  |      |